# Grad Freudenberg
Grad Freudenberg (588 m) je bil zgrajen na strmem grebenu Brinjeve gore, severozahodno od romarske cerkve Matere božje tik nad kmetijo Podgrašek. Ker je po 15. stoletju postopoma propadel, je le ime te kmetije nakazovalo, da je tu nekoč stal grad, o čemer je pravilno sklepal nekdanji zreški župnik Matija Karba.

## Zgodovina
Pozidan naj bi bil konec 12. stoletja ali na samem začetku 13. stoletja, leta 1224 se je po njem že imenoval Ortolf iz Slovenskih Konjic. Domneva se, da ga je dal pozidati Rupert iz Zreč, ki je bil prva priča v darilni pogodbi Otokarja iz Konjic, kar je zapisano v listini iz leta 1206, v kateri se prvič pisno omeni kraj Zreče kot »Reče«.
Po skopih sledovih se ne da točno sklepati, kako velik in kakšen bi naj bil grad. Pričujoči tloris. Stegenška je le približek nekoč morda mogočne stavbe. Grad naj bi se imenoval po imenu kraja, ki bi naj izhajalo iz staronemške besede Freude, kar pomeni sreča. Zadnji freudenberški vitez Bertold je bil poslednjič omenjen v listini iz leta 1309. 

Grad so nato upravljali krški fevdniki, gospodje Helfenberški - Soteški, po Henriku I, ki je bil poročen z Vilburgo s Freudenberga, Viltuški od 1337, grofje Devinski od 1385, od 1401 pa so ga upravljali grofje Walsee, pod katerimi je grad do srede 15. stoletja propadal. Leta 1466 postane grad last deželnega glavarja, cesarja Friderika III. Zadnjič se omenja še leta 1497 kot Freydenberg.
Omeniti velja še listino iz leta 1375, ki sta jo zapečatila viltuški graščak in konjiški graščak Henrik. Pečat je zelo podoben pečatu graščaka Jurija, ki je tu bival v letih od 1377 do 1381 in je imel v svojem pečatu dva rastlinska lista, postavljena v obliko srca. Na osnovi tega pečata je zgodovinar Božo Otorepec razvil sedanji grb Občine Zreče.

## Brinjeva gora
Gora vitezom z gradu Freudenberg ni prinesla sreče. Po sicer skopih pisnih virih lahko sklepamo, da so vitezi svojo gospostvo zelo hitro zapravili, grad pa je bil konec srednjega veka razvaljen.
Območje Brinjeve gore, kjer stoji grad Freudenberg je bilo skoraj kontinuirano poseljeno. Prve naselitve segajo vse nazaj do bakrene dobe. Iz srednje bronaste dobe so našli ostanke naselitev in grobno gomilo, ki je pokrivala pet skeletnih grobov. V pozni bronasti dobi je Brinjeva gora imela že pravo naselje, h kateremu je spadalo tudi žarno grobišče s 77 žarnimi grobovi. Na prelomu iz 2. v 1. stoletje pr. n. št. so to območje poselili Kelti. Našli pa so tudi ostanke hiš iz rimske in poznoantične naselbine, ki naj bi bile sezidane od konca 3. do začetka 5. stoletja.